# HMT Juniper (T123)
«Джуніпер» (англ. HMT Juniper (T123) — військовий корабель, мінний траулер типу «Трі» Королівського військово-морського флоту Великої Британії часів Другої світової війни.
Тральщик «Джуніпер» закладений 15 серпня 1939 року на верфі Ferguson Bros. Ltd. у Порт-Глазго. 15 грудня 1939 року він був спущений на воду, а 9 березня 1940 року увійшов до складу Королівських ВМС Великої Британії. Траулер нетривалий час брав участь у бойових діях на морі в Другій світовій війні; 8 червня 1940 року поблизу берегів Норвегії у швидкоплинному морському бою з німецькими лінійними кораблями «Шарнгорст» та «Гнейзенау» був затоплений ворожим артилерійськими вогнем разом з авіаносцем «Глоріос» та есмінцями «Акаста» і «Ардент».